# Mujeres pintoras 1780-1830. Nacimiento de una lucha
Mujeres pintoras 1780-1830. Nacimiento de una lucha es una exposición presentada del 3 de marzo al 4 de julio de 2021 en el Museo de Luxemburgo de París.
La comisaria es Martine Lacas, doctora en historia y teoría del arte: "Esta exposición cuestiona el proceso de invisibilización de las mujeres pintoras en aquella época. Quiero demostrar que su falta de visibilidad no se debe a la falta de cualidades plásticas de sus obras, ni a sus condiciones sociales, sino a la narrativa histórica (...) A diferencia de los Estudios de Género de los años setenta, mi sesgo no es considerar a estas mujeres únicamente a través de la retícula sociológica. Creo que hablar de "arte de mujeres" es peligroso porque nos encierra en el esencialismo (...) El mejor homenaje que se puede rendir a estas mujeres es considerarlas pintoras.
Más allá de la conocida figura de Élisabeth Vigée Le Brun, la exposición destaca otras pintoras menos conocidas como Marguerite Gérard, Marie-Guillemine Benoist y Constance Mayer.

## Galeria

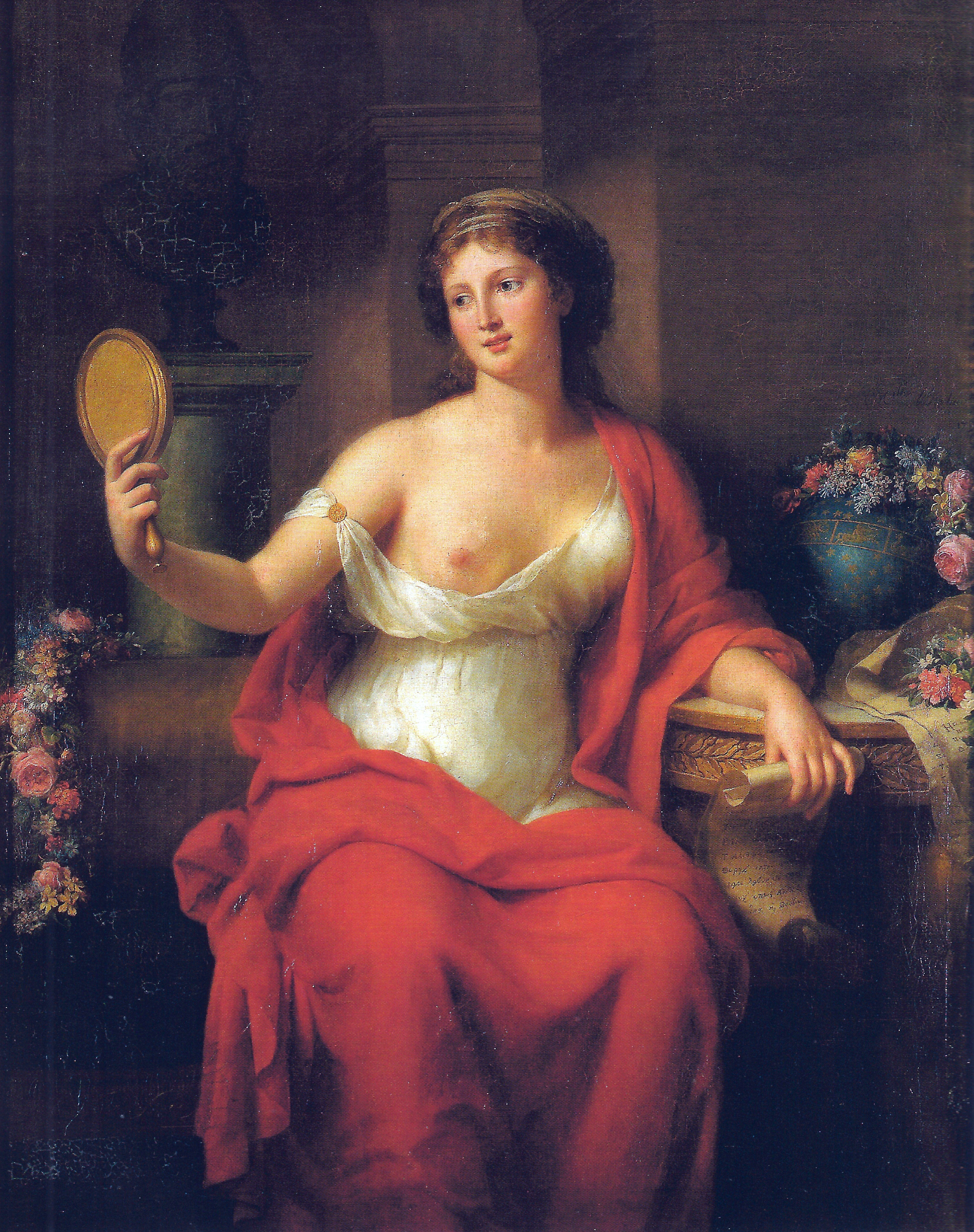
Portrait d'Aspasie, Marie-Geneviève Bouliard

## Artículo relacionado
- Museo de Luxemburgo